# Трав'яне
Трав'яне́ (рос. Травяное) — село у складі Шуміхинського району Курганської області, Росія. Адміністративний центр Трав'янської сільської ради.
Населення — 309 осіб (2010, 438 у 2002).
Національний склад станом на 2002 рік: росіяни — 99 %.